# Varennes-sur-Loire
Varennes-sur-Loire és un municipi francès situat al departament de Maine i Loira i a la regió de País del Loira. L'any 2007 tenia 1.887 habitants.

## Demografia

### Població
El 2007 la població de fet de Varennes-sur-Loire era de 1.887 persones. Hi havia 758 famílies de les quals 184 eren unipersonals (96 homes vivint sols i 88 dones vivint soles), 295 parelles sense fills, 231 parelles amb fills i 48 famílies monoparentals amb fills.
La població ha evolucionat segons el següent gràfic:
Habitants censats

### Habitatges
El 2007 hi havia 852 habitatges, 768 eren l'habitatge principal de la família, 48 eren segones residències i 36 estaven desocupats. 809 eren cases i 25 eren apartaments. Dels 768 habitatges principals, 582 estaven ocupats pels seus propietaris, 174 estaven llogats i ocupats pels llogaters i 12 estaven cedits a títol gratuït; 11 tenien una cambra, 39 en tenien dues, 120 en tenien tres, 194 en tenien quatre i 404 en tenien cinc o més. 604 habitatges disposaven pel capbaix d'una plaça de pàrquing. A 363 habitatges hi havia un automòbil i a 333 n'hi havia dos o més.

### Piràmide de població
La piràmide de població per edats i sexe el 2009 era:
| Homes | Edats   | Dones |
| ----- | ------- | ----- |
| 0     | 95 o +  | 0     |
| 12    | 90 a 94 | 0     |
| 4     | 85 a 89 | 32    |
| 4     | 80 a 84 | 16    |
| 44    | 75 a 79 | 32    |
| 68    | 70 a 74 | 56    |
| 32    | 65 a 69 | 64    |
| 64    | 60 a 64 | 60    |
| 32    | 55 a 59 | 36    |
| 84    | 50 a 54 | 48    |
| 80    | 45 a 49 | 68    |
| 56    | 40 a 44 | 68    |
| 60    | 35 a 39 | 44    |
| 64    | 30 a 34 | 48    |
| 56    | 25 a 29 | 80    |
| 36    | 20 a 24 | 40    |
| 88    | 15 a 19 | 72    |
| 56    | 10 a 14 | 44    |
| 48    | 5 a 9   | 32    |
| 44    | 0 a 4   | 32    |

## Economia
El 2007 la població en edat de treballar era de 1.146 persones, 836 eren actives i 310 eren inactives. De les 836 persones actives 730 estaven ocupades (404 homes i 326 dones) i 106 estaven aturades (50 homes i 56 dones). De les 310 persones inactives 120 estaven jubilades, 78 estaven estudiant i 112 estaven classificades com a «altres inactius».

### Ingressos
El 2009 a Varennes-sur-Loire hi havia 765 unitats fiscals que integraven 1.861,5 persones, la mediana anual d'ingressos fiscals per persona era de 15.124 €.

### Activitats econòmiques
Dels 56 establiments que hi havia el 2007, 1 era d'una empresa extractiva, 3 d'empreses alimentàries, 1 d'una empresa de fabricació de material elèctric, 4 d'empreses de fabricació d'altres productes industrials, 11 d'empreses de construcció, 8 d'empreses de comerç i reparació d'automòbils, 3 d'empreses de transport, 6 d'empreses d'hostatgeria i restauració, 1 d'una empresa d'informació i comunicació, 4 d'empreses immobiliàries, 6 d'empreses de serveis, 3 d'entitats de l'administració pública i 5 d'empreses classificades com a «altres activitats de serveis».
Dels 20 establiments de servei als particulars que hi havia el 2009, 2 eren tallers de reparació d'automòbils i de material agrícola, 1 paleta, 3 guixaires pintors, 2 fusteries, 4 lampisteries, 1 electricista, 2 perruqueries, 2 restaurants, 2 agències immobiliàries i 1 saló de bellesa.
Dels 5 establiments comercials que hi havia el 2009, 1 era una botiga de més de 120 m², 1 una fleca, 2 carnisseries i 1 una llibreria.
L'any 2000 a Varennes-sur-Loire hi havia 61 explotacions agrícoles que ocupaven un total de 1.462 hectàrees.

## Equipaments sanitaris i escolars
El 2009 hi havia 1 farmàcia i 1 ambulància.
El 2009 hi havia una escola elemental.

## Poblacions més properes
El següent diagrama mostra les poblacions més properes.